# 皱背肖叶甲属
皱背肖叶甲属（学名：Abiromorphus）是金花虫科下的一个属。

## 下属物种
本属包括以下物种：
- 皱背肖叶甲 Abiromorphus anceyi Pic,1924[2]